# 2579 Спартак
2579 Спартак (2579 Spartacus) — астероїд головного поясу, відкритий 14 серпня 1977 року.
Тіссеранів параметр щодо Юпітера — 3,648.